# Paradosso del barbiere

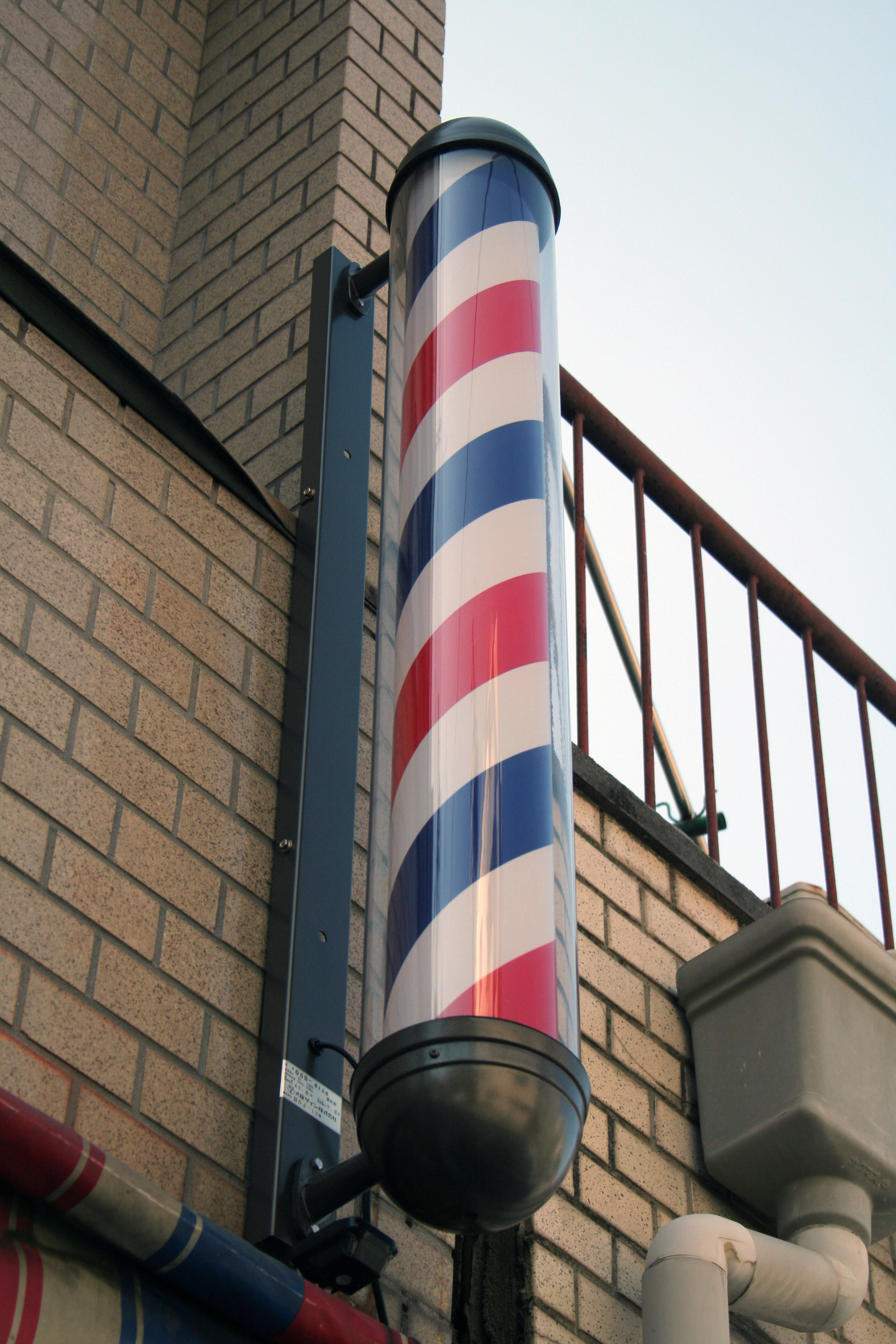
Una tipica insegna di barbiere.

Il paradosso del barbiere è un'antinomia formulata dal filosofo e logico Bertrand Russell per illustrare la sua famosa antinomia riguardo alla teoria degli insiemi. Russell ne attribuì l'invenzione ad una persona che glielo avrebbe suggerito, senza però specificarne il nome. L'antinomia può essere enunciata così:

## Descrizione
Se, come apparirebbe plausibile, il barbiere si radesse da solo, verrebbe contraddetta la premessa secondo cui il barbiere rade solo gli uomini che non si radono da soli. Se invece il barbiere non si radesse autonomamente, allora dovrebbe essere rasato dal barbiere, che però è lui stesso: in entrambi i casi si cade in una contraddizione.
La somiglianza con il paradosso di Russell sta nel fatto che il villaggio del barbiere si potrebbe considerare diviso in due parti:
- Quella degli uomini che si radono da soli (che è assimilabile alla categoria degli insiemi che appartengono a sé stessi nella versione originale dell'antinomia).
- Quella degli uomini che, non radendosi da soli, vengono rasati dal barbiere (nella versione originale, gli insiemi che non appartengono a sé stessi).

Il problema è in quale categoria vada incluso il barbiere: infatti, sia che venisse incluso nella prima, sia che venisse incluso nella seconda, la situazione sarebbe contraddittoria. Il barbiere è un insieme che appartiene a se stesso se e solo se non appartiene a se stesso.
Si è detto che questo paradosso costituisce una riformulazione solo approssimativa del paradosso di Russell perché, proprio a causa del suo aspetto concreto, in realtà potrebbe essere considerato semplicemente una dimostrazione per assurdo del fatto che non possono esistere barbieri con le caratteristiche citate. In particolare, fu il logico statunitense Willard Van Orman Quine ad affermare che il paradosso del barbiere costituisce in sostanza una reductio ad absurdum, la quale dimostra la contraddittorietà di un barbiere come quello russelliano.